# Josep Riu i Carreras
Josep Riu i Carreras (Moià, 1908 — Cornellà de Llobregat, Baix Llobregat, 9 de novembre de 1987) fou un industrial saboner català. Fou nomenat alcalde de Cornellà de Llobregat durant divuit anys (1951-1969), el mandat més llarg de tota la dictadura a la ciutat.
Nascut a Moià, va arribar a Cornellà l'any 1923 juntament amb la seva mare, nadiua de la ciutat i que havia accedit a la plaça de mestra del col·legi públic Anselm Clavé. Durant la guerra civil fou mobilitzat pel bàndol de la República i acabada la guerra es trobava en un camp de presoners del poble navarrès d'Estella. Altres fonts, però, indiquen que fou afiliat a la «Cinquena columna» des de l'any 1937 i col·laborà com a secretari d'Auxilio Social l'any 1939. Aquests últims mèrits, com també la seva relació industrial i familiar amb Eduard Gelabert i Fiet, serviren, més endavant, per ésser escollit alcalde.
Nomenat cap local de la Falange Española y de las JONS l'any 1949, fou designat alcalde de Cornellà de Llobregat el 20 d'octubre de 1951, després de la destitució de Ramon Gaya i Massot. Durant el seu govern, la ciutat experimentà un extraordinari creixement demogràfic degut a l'arribada d'immigrants de tot l'Estat, així com un desenvolupament urbanístic caòtic ple de dèficits d'infraestructures i serveis bàsics.
Després de divuit anys de govern municipal, fou rellevat per Josep Maria Ferrer i Penedès el 30 de desembre de 1969.